# Yao Mawuko Sènaya
Yao Mawuko Sènaya (ur. 18 października 1979 w Lomé) – togijski piłkarz grający na pozycji pomocnika.

## Kariera klubowa
Karierę piłkarską Sènaya rozpoczął we Francji, w AS Cannes. W latach 1996–1998 grał w nim w pierwszej lidze francuskiej. Następnie odszedł do Toulouse FC. W sezonie 1998/1999 grał w amatorskich rezerwach tego klubu. Natomiast w sezonie 1999/2000 był zawodnikiem Red Star 93.
W 2000 roku Sènaya wyjechał do Szwajcarii. Grał tam kolejno w takich klubach jak: AC Bellinzona, FC Wangen, FC Grenchen, FC Biel-Bienne, ponownie FC Grenchen, FC Wohlen, SC YF Juventus i FC La Chaux-de-Fonds.
W 2009 roku Sènaya wrócił do Togo i krótko występował w klubie Gomido FC. Natomiast w sezonie 2009/2010 był zawodnikiem francuskiego amatorskiego zespołu FC Saint-Louis Neuweg.

## Kariera reprezentacyjna
W reprezentacji Togo Sènaya zadebiutował w 1998 roku. W 1998 roku rozegrał jeden mecz w Pucharze Narodów Afryki 1998, z Ghaną (2:1).
W 2000 roku Sènaya został powołany do kadry na Puchar Narodów Afryki 2000. Na nim rozegrał trzy spotkania: z Wybrzeżem Kości Słoniowej (1:1), z Ghaną (0:2) i z Kamerunem (1:0).